# Владимир Бесчастних
Владимир Јевгенијевич Бесчастних (рус. Влади́мир Евге́ньевич Бесча́стных; 1. април 1974, Москва) бивши је руски фудбалер.

## Каријера
Од 1991. године играо је за Спартак из Москве. Током каријере је играо и за Вердер из Бремена, Расинг Сантандер и Фенербахче. У сезони 2004-05. играо је у руској другој лиги и бранио боје Орела, а затим 15. децембра 2005. потписао уговор са Химкијем. Уговор му је раскинут у мају 2007, због чега је прешао у казахстанску Астану, где је завршио играчку каријеру 2008. године.
Бесчастних је постигао 26 голова на 71 одиграној утакмици за репрезентацију Русије. Дебитовао је за национални тим 1992. године. Учествовао је на три велика турнира са репрезентацијом; на Светским првенствима 1994 и 2002, као и на Европском првенству у фудбалу 1996. године. 
Има брата близанца по имену Михаил, који се такође бавио фудбалом. Од 16. октобра 2019. године је први тренер екипе Факел из Вороњежа.

## Успеси
- Премијер лига Русије: 1992, 1993,1994, 2001.
- Бундеслига: 1994/95.
- Куп СССР: 1991/92.
- Куп Русије: 1993/94, 2002/03.
- Суперкуп Немачке: 1994.